# 石磊子
石磊子，是臺灣桃園市新屋區的一個傳統地域名稱，位於該區北部。相較於今日行政區，其範圍大致與石磊里相近。

## 歷史
台灣清治末期至日治初期，石磊子地區為一街庄，稱為「石磊子庄」，隸屬於竹北二堡。該庄西北與石牌嶺庄、茄苳坑庄為鄰，東北與三座屋庄、坑尾庄、下青埔庄為鄰，東南邊為北勢庄，西南邊為新屋庄、下田心仔庄。
1901年（日治明治三十四年）11月，全台廢縣廳改設二十廳，該庄隸屬於桃仔園廳。1903年（明治三十六年），改名桃園廳。1909年（明治四十二年）10月，合併二十廳為十二廳，該庄隸屬不變。1920年（大正九年），廢十二廳改設五州二廳，該庄改制為「石磊子」大字，隸屬於新竹州中壢郡新屋庄，大字下有「石磊子」、「水流」小字名。
戰後新屋庄改制為新屋鄉，隸屬於新竹縣，大字亦改制為村。1950年桃、竹、苗分治，新屋鄉改隸屬於桃園縣。2014年12月，桃園縣升格為直轄桃園市，新屋鄉改制為新屋區，村亦改制為里。

## 聚落
本地區發展較早的聚落有石磊仔、水流等，在日治期初期的官方地圖上已有記載。此外，本地區尚有大嶺頂、謝屋、邱厝、上羅屋、羅厝、徐厝等聚落。

## 交通
市道115號是觀音至芎林的道路，大致以北北西—南南東走向蜿蜒經過石磊子地區東部，向北北西可前往觀音並止於市道112號路口，向南南東可前往新屋市區、楊梅、新埔、芎林，續行延伸道路過頭前溪橋可通往省道台68線（東西向快速公路－南寮竹東線）的芎林交流道。
區道桃92線是大潭海邊至石磊的道路，也是本地區東半部主要的橫向（西北—東南走向）連絡道路，其東側端點位於本地區東南市道115號路口。由此向西北經石磊子聚落、水流後沿邊界而行，出邊界後可前往茄苳坑、小飯壢、林厝（林屋）後止於省道台61線（西部濱海快速公路）路口。
區道桃89線（三民路二段）是觀音至新屋的道路，也是本地區東西部主要的橫向連絡道路，大致以西北—東南走向蜿蜒經過本地區西部近邊界地帶。由該道路向西北轉北可前往保生、大潭、觀音市區並止於市道112號路口，向東南可前往新屋市區並止於中正路。
區道桃84線（新華路一段）是觀音新坡至本地區大嶺頂的道路，也是本地區東部邊界地帶的縱向道路，其西南側端點位於本地區東南部大嶺頂聚落市道115號路口，在邊界外不遠處。由此向北北東進入邊界並沿邊界而行，出境後不久轉東北可前往藍埔、新坡並止於中山路二段（原市道112號）路口。
區道桃87線是觀音金湖至新屋後湖的道路，大致以東北—西南走向轉西北—東南走向再轉東北—西南走向經過本地區中部。由該道路向東北可前往新興、坑尾、金湖並止於市道112號路口，向西南可前往後湖的尾湖聚落並止於區道桃89線路口。該道路西北—東南走向路段與區道桃92線共線。
區道桃89-1線是羅厝至公館的道路，也是本地區西南部一條次要連外道路，其北側端點位於本地區西南部羅厝池西側的區道桃89線路口。由此向西南出境後可前往下田心子地區的下赤欄，轉向西北西與區道桃93線共線一段路後，再轉西南可前往公館東側並止於市道114號路口。